# Rivolta pagana di Vata
La rivolta pagana di Vata fu una ribellione avvenuta nel regno d'Ungheria la quale, nel 1046, portò al rovesciamento del re Pietro Orseolo, all'assassinio del vescovo poi elevato a martire Gerardo di Csanád e al ripristino della dinastia degli Arpadi sul trono magiaro.

## Contesto storico
Il cristianesimo era stato introdotto in terra magiara dal re Stefano I d'Ungheria, rimasto al potere per più di un trentennio e fino al 1038. Al momento della sua dipartita, il dominio che amministrò versava in ottime condizioni, ma vari pretendenti si dimostrarono desiderosi di acquisire il trono di quello che era stato il primo re della storia ungherese. Una simile situazione era stata generata dall'avvenuta morte di tutti i figli di Stefano in tenera età: alla fine, il sovrano aveva comunque selezionato il discendente di sua sorella Grimelda, il veneziano Pietro Orseolo, quale suo erede. In virtù della sua politica di aumento delle tasse e del coinvolgimento di Orseolo con potenze straniere, egli si circondò presto della fama di sovrano impopolare. I contadini ungheresi, ancora in gran parte rimasti fedeli al credo tradizionale, sospettavano che fosse intenzionato a trascinare l'Ungheria nell'orbita del Sacro Romano Impero. Nel corso di una ribellione scoppiata nel 1041, il cognato (o un altro nipote) di Stefano, Samuele Aba, riuscì ad acquisire il controllo del trono, rovesciando Orseolo. Quest'ultimo, dopo una tappa in Austria, fuggì in Baviera e, durante il suo esilio, si alleò con il re tedesco e sacro romano imperatore Enrico III il Nero.
Negli anni che seguirono, il regno di Aba si indebolì, probabilmente a causa dell'opposizione della Chiesa, che non gradiva il suo desiderio di ripristinare il paganesimo. Con il sostegno di Enrico, Pietro Orseolo tornò in Ungheria nel 1044, sconfiggendo Aba nella decisiva battaglia di Ménfő. Una volta che Orseolo riottenne per sé il trono, l'Ungheria divenne di fatto un vassallo del Sacro Romano Impero, anche se tale situazione non sarebbe perdurata a lungo. La seconda parentesi al potere di Pietro si rivelò infatti ancora più effimera in termini di durata della prima per via della rivolta pagana che esplose.

## La ribellione
Andrea (András in ungherese), Béla e Levente erano i figli di Vazul, un cugino del defunto re Stefano. Durante il regno di Samuele Aba, erano fuggiti dal paese perché temevano per la propria vita dopo l'accecamento del padre: Béla si recò in Polonia, mentre András e Levente nella Rus' di Kiev. Nel 1046, András e Levente tornarono in Ungheria dal loro esilio sostando a Újvár, oggi Abaújvár. Da lì, guadagnarono rapidamente il sostegno popolare per la lotta per il trono, soprattutto tra gli abitanti pagani, nonostante il fatto che András fosse cristiano a scapito del fratello Levente, rimasto ancorato ai riti tradizionali. Al loro ritorno, scoppiò una ribellione a cui András e Levente fornirono inizialmente appoggio.
Durante quest'insurrezione, un nobile pagano di nome Vata (o Vatha) si elevò alla guida di un gruppo di insorti che volevano abolire il dominio cristiano e ripristinare il paganesimo. Secondo la leggenda, Vata si rasò la testa alla maniera pagana, lasciandosi solo tre trecce e dichiarando guerra ai cristiani. Gli uomini al suo fianco diedero vita a vari massacri di sacerdoti e cristiani.
Nel frattempo, malgrado non vi sia certezza da parte degli storici, pare che re Pietro fosse fuggito verso Székesfehérvár, dove finì però ucciso dai cittadini ribelli. In quel momento, András, in veste di fratello maggiore, si dichiarò sovrano. Mentre András e gli uomini di Levente si muovevano verso Pest, i vescovi Gerardo, Bystrík, Buldi e Beneta si riunivano per accoglierli.
A Pest, il 24 settembre 1046, i vescovi furono attaccati dai seguaci di Vata, che decisero di condannare alla lapidazione i membri del clero. Buldi morì nel corso di questi tafferugli, così come Gellért: si dice che, mentre veniva bersagliato dalle pietre, quest'ultimo eseguì ripetutamente il segno della croce, suscitando ulteriormente l'ira dei pagani. Gellért fu poi portato sulla collina di Kelenhegy, dove fu messo su un carro e spinto giù da una rupe situata sulle rive del Danubio. Besztrik e Beneta riuscirono a fuggire attraverso il corso d'acqua, ma il primo venne comunque ferito dai pagani prima che potessero essere salvati da András e Levente. Soltanto Beneta risultò in grado di sopravvivere.
Gellért fu in seguito canonizzato per il suo martirio e la collina da cui era stato gettato fu rinominata Colle Gellért. Situata ora in una zona centrale di Budapest, l'altura ospita un monumento nel punto in cui Gellért, attualmente santo patrono dell'Ungheria, venne ucciso.

## Conseguenze
La rivolta di Vata segnò l'ultimo grande tentativo di opporsi all'autorità della Chiesa trapiantata in Ungheria. Malgrado András ricevette l'ausilio dei pagani nel suo percorso di ascesa al trono, egli non aveva intenzione di abolire il cristianesimo nel regno. Una volta al potere, si preoccupò infatti di prendere subito le distanze da Vata e dai suoi seguaci. Tuttavia, essi non furono puniti per le loro azioni.

### Fonti primarie
- Dezső Dercsényi, Leslie S. Domonkos (a cura di), Chronica Picta, Corvina, Taplinger Publishing, 1970, ISBN 0-8008-4015-1.
- Anonimo notaio di re Béla, Gesta Hungarorum, traduzione di Martyn Rady e László Veszprémy, CEU Press, 2010, ISBN 978-963-9776-95-1.

### Fonti secondarie
- (EN) Július Bartl, Dušan Škvarna, Viliam Čičaj e Mária Kohútova, Slovak History: Chronology & Lexicon, Wauconda, Bolchazy-Carducci Publishers, 2002, ISBN 978-08-65-16444-4.
- (EN) Nora Berend, József Laszlovszky e Béla Zsolt Szakács, The Kingdom of Hungary, in Christianization and the Rise of Christian Monarchy: Scandinavia, Central Europe and Rus' c.900-1200, 1ª ed., Cambridge, Cambridge University Press, 2007,  pp. 319-368, ISBN 978-11-39-46836-7.
- (EN) Bryan Cartledge, The Will to Survive: A History of Hungary, C. Hurst & Co, 2011, ISBN 978-1-84904-112-6.
- (EN) Pál Engel, The Realm of St Stephen: A History of Medieval Hungary, 895-1526, I.B. Tauris Publishers, 2001, ISBN 1-86064-061-3.
- (EN) György Györffy, King Saint Stephen of Hungary, Atlantic Research and Publications, 1994, ISBN 978-0-88033-300-9.
- (EN) László Kontler, Millennium in Central Europe: A History of Hungary, Atlantisz Publishing House, 1999, ISBN 963-9165-37-9.
- (HU) Gyula Kristó e Ferenc Makk, Az Árpád-ház uralkodói [Sovrani della casata degli Arpadi], I.P.C. Könyvek, 1996, ISBN 963-7930-97-3.
- (EN) Miklós Molnár, A Concise History of Hungary, Cambridge University Press, 2001, ISBN 978-0-521-66736-4.